# Четврта аналитичка група анјона
Четврта аналитичка група аниона у аналитичкој хемији је група следећих анјона: , , , , .

## Опште карактеристике
Немају групни реагенс јер се њихове сребрне и баријумове соли растварају у води. 

## Опште реакције
Са сребро-нитратом се издвајају бели талози сребро-нитрита и сребро-ацетата, док други анјони ове групе не дају талоге. 
Разблажена сумпорна киселина са нитритима даје азотасту киселину, са  даје хлорну, а са  сирћетну киселину. Концентрована сумпорна реагује са свим анионима ове групе осим перхлората.
Оксидациона средства могу да оксидују само  јон из ове групе:
Јака редукциона средства у зависности од услова редукују анјоне: , ,  и . Редукцијом нитрата са металом као што је алуминијум, на пример, у алкалној средини и уз загревање издваја се амонијак:

## Доказивањејона
| реагенс            | производ            | детектовање промене | реакције |
| гвожђе(II)-сулфат  | комплексно једињење | тамноцрвени прстен  |          |
| натријум-хидроксид | амонијак            | мирис или лакмус    |          |

У реакцији са дифениламином добија се интензивно плави дифенилбензидин (II).
| реагенс             | производ            | детектовање промене   | реакције |
| гвожђе(II)-сулфат   | комплексно једињење | мркоцрвени прстен     |          |
| калијум-јодид       | елементарни јод     | бео игличаст талог    |          |
| калијум-перманганат | производ оксидације | обезбојавање раствора |          |
| калијум-хлорид      | комплексно једињење | жути кристални талог  |          |
| редукционо средство | елементарни азот    | редукција             |          |

Попут нитрата и нитрити се могу редуковати елементарним алуминијумом или цинком.
| реагенс                | производ                     | детектовање промене | реакције |
| етил-алкохол           | етил-естар сирћетне киселине | мирис               |          |
| гвожђе(III)-хлорид     | гвожђе(III)-ацетат           | црвена боја         |          |
| калијум-хидрогенсулфат | сирћетна киселина            | мирис               |          |

| реагенс                               | производ | детектовање промене | реакције |
| гвожђе(II)-со                         |          | доказ за хлориде    |          |
| натријум-нитрит или сумпорна киселина | хлориди  | доказ за хлориде    |          |

Попут нитрата и хлорати реагују са дифениламином.
| реагенс         | производ | детектовање промене | реакције |
| амонијум-нитрат |          | доказ за хлориде    |          |